# Cryptoparlatorea leucaspis
Cryptoparlatorea leucaspis är en insektsart som beskrevs av Karl Hermann Leonhard Lindinger 1905. Cryptoparlatorea leucaspis ingår i släktet Cryptoparlatorea och familjen pansarsköldlöss. Inga underarter finns listade i Catalogue of Life.